# 服部千秋
服部 千秋（はっとり ちあき、1959年〈昭和34年〉11月1日 - ）は、日本の政治家。元兵庫県揖保郡太子町長（2期）。

## 来歴
三日月町立三日月中学校、兵庫県立龍野高等学校を経て東京外国語大学卒業、兵庫教育大学大学院修了。関西圏の高校、大学で英語教員として勤務。
2000年の第42回衆議院議員総選挙において、兵庫県第11区で自由連合から立候補したが落選。
2003年の太子町議会議員選挙において、無所属で立候補し初当選。
2016年7月10日に太子町長選挙で当選。同年8月6日に就任。
2020年7月19日の町長選で再選。
2021年9月、次期教育長に元姫路市立飾磨東中学校長の楢野正樹を起用する人事案を町議会に提出。同年9月24日、同人事案は賛成8、反対5で可決された。しかし、選任経過を巡って一部議員から強い批判があり、服部の辞職勧告決議案が出された。同決議案は賛成5、反対8で否決された。この人事案の背景には、教育長の沖汐守彦と服部との予算をめぐる激しい対立があった。
2022年5月末、町教委の40代の女性教育委員は楢野教育長に誘われ姫路市内の居酒屋に入り、2軒目の店を出た際、タクシーに乗るように腕をつかまれ、車中で手を握られた。同年7月14日、女性はセクハラを受けたとして教育委員を辞任。8月22日、楢野は辞職願を提出し、26日付で教育長を辞職。
同年9月26日、セクハラ問題を積極的に調査をしない服部の姿勢に反発を強めた町議会は、服部の不信任決議案を賛成9、反対3で可決。服部は町議会を解散せず、10月7日付で失職した。
自身の失職に伴い行われた同年11月13日の町長選挙に立候補したが、不信任決議を主導した議員団はかつて服部に更迭された元教育長の沖汐を対立候補として擁立、選挙戦の結果沖汐に敗れ落選した。
2023年8月には日本維新の会の岡山県第1区支部長に選任され、2024年10月の第50回衆議院議員総選挙に出馬したが、得票率6.9％で落選し供託金も没収となった。

## 選挙歴
| 当落 | 選挙                     | 執行日         | 年齢 | 選挙区       | 政党         | 得票数    | 得票率 | 定数 | 得票順位 /候補者数 | 政党内比例順位 /政党当選者数 |
| ---- | ------------------------ | -------------- | ---- | ------------ | ------------ | --------- | ------ | ---- | ------------------ | ---------------------------- |
| 落   | 第42回衆議院議員総選挙   | 2000年06月25日 | 40   | 兵庫県第11区 | 自由連合     | 7119票    | 3.32%  | 1    | 4/4                | /                            |
| 当   | 2003年太子町議会議員選挙 | 2003年4月27日  | 43   | ーー         | 無所属       | 1142票    | ーー   | 18   | 6/22               | /                            |
| 当   | 2007年太子町議会議員選挙 | 2007年4月22日  | 47   | ーー         | 無所属       | 771票     | ーー   | 16   | 10/18              | /                            |
| 当   | 2011年太子町議会議員選挙 | 2011年4月24日  | 51   | ーー         | 無所属       | 993票     | ーー   | 16   | 5/19               | /                            |
| 当   | 2015年太子町議会議員選挙 | 2015年4月26日  | 55   | ーー         | 無所属       | 1099票    | ーー   | 16   | 3/19               | /                            |
| 当   | 2016年太子町長選挙       | 2016年7月10 日 | 56   | ーー         | 無所属       | 6310票    | 38.61% | 1    | 1/3                | /                            |
| 当   | 2020年太子町長選挙       | 2020年7月19日  | 60   | ーー         | 無所属       | 6802票    | 50.41% | 1    | 1/3                | /                            |
| 落   | 2022年太子町長選挙       | 2022年11月13日 | 63   | ーー         | 無所属       | 4863票    | 36.21% | 1    | 2/2                | /                            |
| 落   | 第50回衆議院議員総選挙   | 2024年10月27日 | 64   | 岡山県第1区  | 日本維新の会 | 1万1094票 | 6.88%  | 1    | 4/5                | 4/0                          |